# Justin Kelly
Justin Kelly (Toronto, 7 de março de 1992) é um ator canadense, conhecido por interpretar Jake Martin na série de televisão Degrassi: The Next Generation, Noah Jackson na sitcom Zoação Teen e Chuck Lotts em Between.
Sua carreira teve início no ano de 2006.

## Filmografia
| Ano       | Título                                                    | Papel                     |
| --------- | --------------------------------------------------------- | ------------------------- |
| 2008      | For the Love of Grace                                     | Josh                      |
| 2010      | The Jensen Project                                        | Brody Thompson            |
| 2007-2010 | Zoação Teen                                               | Noah Jackson              |
| 2011      | Degrassi: Minis                                           | Jake Martin (1 episódio)  |
| 2011      | Change of Plans                                           | Noah Roorda               |
| 2012      | Warehouse 13                                              | Brady Miller (1 episódio) |
| 2012      | The Subterfuge Suite                                      | Jack                      |
| 2013      | Lost Girl                                                 | Nelson (1 episódio)       |
| 2011-2013 | Degrassi: The Next Generation                             | Jake Martin               |
| 2013      | Saving Hope                                               | Riley Stiles (1 episódio) |
| 2014      | Mapa para as Estrelas                                     | Rhett                     |
| 2014      | Big Muddy                                                 | Andy Barlow               |
| 2014      | Ahead                                                     | Colin                     |
| 2015      | Pirate's Passage                                          | Carl Moehner (voz)        |
| 2015      | Open Heart                                                | Wes Silver                |
| 2015      | Between the Lines: Pretty Lake High - Yearbook Assignment | Chuck (2 episódios)       |
| 2015      | Lost After Dark                                           | Sean                      |
| 2016      | Lost & Found                                              | Andy Walton               |
| 2015-2016 | Between (série de TV)                                     | Chuck                     |
| 2016      | The Night Before Halloween                                | Adam                      |
| 2016      | Sea Change                                                | Bobby                     |
| 2017      | Chronique des rendez-vous désastreux                      | Conner                    |
| 2017      | Numb, at the Edge of the End                              | Johnny                    |